# Gisele MacKenzie
Pour les articles homonymes, voir MacKenzie.
Gisèle MacKenzie (née Gisèle Marie Louise Marguerite LaFlèche ; 10 janvier 1927 - 5 septembre 2003) est une chanteuse, actrice et porte-parole commerciale franco-manitobaine, surtout connue pour ses performances dans l'émission télévisée américaine Your Hit Parade et de nombreuses chansons à succès dans les années 1950, dont sa chanson la plus célèbre Hard to Get en 1955 et Seven Lonely Days,.

## Biographie
Née à Winnipeg, elle a déménagé à Hollywood dans les années 1940 où elle est devenue une star et a une étoile sur le Hollywood Walk of Fame.